# Heliophila carnosa
Heliophila carnosa är en korsblommig växtart som först beskrevs av Carl Peter Thunberg, och fick sitt nu gällande namn av Ernst Gottlieb von Steudel. Heliophila carnosa ingår i släktet solvänner, och familjen korsblommiga växter. Inga underarter finns listade i Catalogue of Life.